# Nheengatu
Pour les articles homonymes, voir Língua geral.
Le nheengatu (ou nhe'engatu, lingua geral amazônica, langue générale amazonique, dans l'orthographe espagnole, ñeengatu) est une langue tupi parlée au Brésil dans les régions bordant l'Amazone, ainsi que dans les pays voisins de la Colombie et du Venezuela.

## Histoire de la langue
Le nheengatu est issu de la langue tupinambá, devenue langue de communication dans le Brésil du XVIe siècle. Avec l'expansion portugaise vers l'Amazonie, le tupinambá donne naissance à une autre langue, le nheengatu qui existe toujours, et dont il a hérité du nom de lingua geral, langue générale.
Les Portugais en pénétrant en Amazonie, rencontrent un grand nombre de langues différentes. L'exploitation des richesses de la région passe par celle des Indiens. Beaucoup sont réduits en esclavage par les colons. Ceux qui restent libres sont regroupés dans des villages appelés « aldeias de repartição » souvent sous l'autorité des jésuites. Les missionnaires développent l'usage de la língua geral, c'est-à-dire le tupinambá, notamment dans le système éducatif des villages de déplacés. Le nheengatu se crée, favorisé par le grand nombre de langues utilisées par ces Indiens, et le fait que beaucoup parlent une langue tupi-guarani.
Cette politique détruit les cultures indiennes à grande échelle. Dans la région du Pará colonial, en 1720, vivent 1 000 Portugais avec des métis, alors que les aldeias regroupent 54 264 Indiens, sans compter 20 000 qui sont esclaves. À la même date, le recensement indique que beaucoup, en Amazonie, parmi ces quatre groupes parlent le nheengatu et qu'il est leur langue maternelle. Au milieu du XVIIIe siècle, la langue est à son apogée et se généralise en Amazonie brésilienne, même dans la capitale, Belém.
L'expulsion des jésuites, qui suit, est à l'origine du déclin de la langue. Elle est persécutée alors que des épidémies déciment les Indiens du Pará entre 1743 et 1750, qui sont en partie remplacés par des colons portugais et leurs esclaves noirs. Le déclin du nheengatu est complet au XIXe siècle, après l'indépendance du Brésil en 1822. De 1837 à 1847, la révolte des Cabanos, menée par des Indiens, des Caboclos et des Noirs aboutit à la mort de 40 000 personnes.
La langue survit actuellement dans l'Amazonie de l'Ouest, introduite à la fin du XIXe siècle avec le boom du caoutchouc.

## Classification
Le nheengatu est, comme le tupinambá, une langue tupi-guarani de la branche III, dans la classification de Rodrigues (2007).

## Phonologie
Les tableaux présentent la phonologie du tupinambá.

### Voyelles
|         | Antérieure  | Centrale    | Postérieure |
| ------- | ----------- | ----------- | ----------- |
| Fermée  | i [i] ĩ [ĩ] |             | u [u] ũ [ũ] |
| Moyenne | e [e] ẽ [ẽ] |             |             |
| Ouverte |             | a [a] ã [ã] |             |

### Consonnes
|              |             | Bilabiale | Dentale | Palatale | Vélaire | Lab-vél | Glottale |
| ------------ | ----------- | --------- | ------- | -------- | ------- | ------- | -------- |
| Occlusives   | Sourdes     | p [p]     | t [t]   |          | k [k]   | kw [kʷ] | ʔ [ʔ]    |
| Occlusives   | Sonores     | b [b]     |         |          | g [g]   |         |          |
| Occlusives   | Prénasal.   | mb [m͡b]   | nd [n͡d] |          | ng [ŋ͡g] |         |          |
| Fricatives   | Fricatives  |           | s [s]   | š [ʃ]    |         |         |          |
| Affriquées   | Affriquées  |           |         | č [ t͡ʃ ] |         |         |          |
| Nasales      | Nasales     | m [m]     | n [n]   |          |         |         |          |
| Roulée       | Roulée      |           | r [r]   |          |         |         |          |
| Semi-voyelle |             | w [w]     |         | y [j]    |         |         |          |
| Semi-voyelle | Nasaliséess |           |         |          | ỹ [j̃]   |         |          |